# Зориктуева, Марта Цыреновна
Марта Цыреновна Зориктуева (род. 6 марта 1949 года) — советская и российская актриса. Народная артистка России (2008).

## Биография
Родилась 6 марта 1949 года в селе Кижинга Кижингинского района Бурятии.
В 1966 году после окончания Турунтаевской средней школы Прибайкальского района была принята по конкурсу в актёрскую студию при Бурятском государственном театре драмы им. Х. Намсараева, руководитель — народный артист России профессор Фёдор Семёнович Сахиров. Окончила её в 1968 году.
Выпускница ГИТИСа, актёрское мастерство (1976). В настоящее время служит в Бурятском академическом театре драмы имена Хоца Намсараева.
Бывший муж — актёр Михаил Гомбоевич Елбонов.

## Театральные работы
- Асель («Тополёк мой в красной косынке» — Айтматов Ч.)
- Виола («Двенадцатая ночь» — Шекспир У.)
- Должон («Сэрэмпэл» — Намсараев Х.)
- Комиссар («Оптимистическая трагедия» — Вишневский Вс.)
- Ленушка («Ленушка» — Леонов Л. М.)
- Себастьян («Двенадцатая ночь» — Шекспир У.)

## Работы в кино
- 1971 — Пропажа свидетеля — Инга[1]
- 1976 — Три солнца — Дарима[1]
- 1990 — Нет чужой земли — мать[1]
- 1994 — Сон в начале тумана — Калэна, шаманка[1]
- 2013 — Отхончик. Первая любовь[1]
- 2013 — Булаг[1]

## Призы и награды
- Народная артистка России (2008)[2].
- Заслуженная артистка России (1996)[3].
- Серебряная медаль лауреата премии имени А. Д. Попова (1973).
- Премия комсомола Бурятии (1978).
- Заслуженный работник культуры Монголии.